# Фирма Богдановић и Васић (Краљево)
Фирма Богдановић и Васић била је краљевачка фирма која је производила пољопривредне алатке. Фирму су 1882. године покренули Срећко Васић и Аксентије Богдановић и она је била једно од првих индустријских предузећа у Краљеву. Фирма је пала под стечај 1886. године, након бројних проблема у пословању.

## Оснивање фирме
Српска влада је током 19. века доносила више мера које су за циљ имале покретање индустријске производње у земљи. Један од подстицаја се односио на покретање радионице која би производила пољопривредне справе, јер се сматрало да у земљи постоји довољна потражња за њима, односно да ће их куповати сеоско становништво. Васић и Богдановић су били државни стипендисти, који су 1872. године били примљени на изучавање заната у крагујевачку Тополивницу. Они су се након завршене обуке 1875. године обратили Министарству финансија, тражећи финансијску помоћ како би могли да покрену сопствену стругару. Иако је ова молба била одобрена, од ње се морало одустати услед почетка устанка у Херцеговини. Васић и Богдановић су потом покренули радионицу пољопривредних производа у Крупњу у неком тренутку пре 4. фебруара 1876. године. Они су се обратили за помоћ Српском пољопривредном друштву око промоције своје радионице, о чему је Друштво расправљало на седници одржаној 4. фебруара 1876. Међутим, због недостатка капитала Васић и Богдановић су поново морали да траже помоћ Министарства финансија. Иако је помоћ била одобрена, Васић и Богдановић су поново морали да прихвате одлагање њене исплате због ратова које је Кнежевина Србија водила са Османским царством 1876-1878. године. Крупањска радионица је убрзо била затоврена, можда већ 1879. године, од када су двојица предузетника писала Министарству тражећи да оно испуни обавезе из уговора склопљеног 1876. године. Радионица у Крупњу је свакако престала са радом најкасније 1881. године, када су Васић и Богдановић поново радили у Тополивници.
Упркос првобитним неуспесима, двојица предузетника нису одустајала од своје намере да покрену радионицу пољопривредних справа. Они су 1879. године у писму Министарству финансија предлагали да им се препусти Тополивница као локација нове радионице, с обзиром да је она већ имала прилагођен простор и неопходан алат, па би ту производња била најбрже покренута. Две године касније Васић и Богдановић су поново тражили да њихова радионица буде отворена у Крагујевцу, али су овог пута предложили да се један њен огранак отвори у Карановцу (Краљеву) због дрвне грађе. Овај захтев је био одбијен, а Министарство је од предузетника затражило да што пре пронађу погодну локацију.
Радионица је коначно била отворена у Краљеву 1882. године, на плацу који је дала Општина. Није познато како су Васић и Богдановић одлучили да радионицу отворе баш у Краљеву, као ни да ли је Општина плац уступила пре или након одлуке да у овом граду буде отворена радионица. Радионица је сматрана за једну од већих, јер је у њој радило 20 до 30 радника. Краљевачка радионица је убрзо по свом оснивању била повезана са крагујевачком Тополивницом, што би омогућило ливење металних делова. Међутим, то што су се метални делови производили у другом граду, као и чињеница да је комуникација између Тополивнице и краљевачке радионице ишла преко Министарства народне привреде додатно је компликовала и успоравала процес производње, што је морало подићи цену финалних производа.

## Проблеми у пословању и стечај
Новчана средства која су Богдановићу и Васићу била обећана уговором склопљеним 1882. године, приликом отварања радионице, нису била исплаћена ни три године касније, 1885. године. Поред проблема у производњи, због недостатка новца Васић и Богдановић нису могли да подигну одговарајуће складиште за своје производе, па су они пропадали остављени на отвореном простору. Како огласи у часопису Тежак нису били довољно ефикасни у привлачењу купаца, Васић је од министра народне привреде тражио да држава наручи пољопривредне алатке, које би биле поклоњене најбољим ученицима Ратарске школе, са намером да се производи краљевачке радионице промовишу на овај начин. Међутим, вредност наруџбине је износила свега 782 динара, што је било далеко испод цифре од 20 до 30 хиљада динара, колико су Васић и Богдановић процењивали да им је потребно капитала како би могли да покрену производњу.
Због свих проблема са којима се краљевачка радионица суочавала од почетка свог рада, она је пала под стечај 1886. године. Те године је Министарство народне привреде преузело радионицу због дуга који су њени власници имали према држави, према уговору из 1882. године. Није познато зашто је стечајни поступак био покренут пре истека рока отплате, који је износио 11 година. Решењем суда у Чачку о затварању радионице и исплати дуга од 21. августа 1886. године, завршен је стечајни поступак. Двојица предузетника су још током рада радионице често били у сукобу, што је свакако допринело брзој пропасти ове фирме. Током стечајног поступка Васић је Богдановића оптужио и за проневеру.
Још пре почетка стечајног поступка Васић је од државе тражио помоћ у преузимању радионице са њеним дуговима, како би поново покренуо производњу. Његова молба није услишена, али му је био дат посао у Тополивници. Богдановић је такође тражио помоћ државе за преузимање радионице у октобру 1887. године. За то време пољопривредне справе и алати из радионице били су пренети на чување у Ратарску школу. Министарство народне привреде је 1888. године предложио Ратарској школи да искористи алат краљевачке радионице, што је и било учињено две године касније. У радионици су радили ученици, а њихово ангажовање је било обавезно и без надокнаде јер је поправљање пољопривредних справа било саставни део наставног плана и програма. Аксентије Богдановић је био постављен за мајстора у овој радионици. Ипак, Министарство народне привреде је на крају променило мишљење и предложило је затврарање радионице и продају алата.
Упркос овоме, Аксентије Богдановић није одустајао од идеје да у Краљеву отвори радионицу пољопривредних справа. Његова супруга је 1891. године отворила радионицу столарских и пољопривредних алатки под својим именом. Главни наручилац пољопривредних алатки је била Ратарска школа, али се и за производе из ове нове радионице сматрало да су слабог квалитета, и превазиђене, попут производа из радионице која им је претходила.